# Bernhard Trares
Bernhard Trares (Bensheim, 18 agosto 1965) è un allenatore di calcio ed ex calciatore tedesco, di ruolo centrocampista, tecnico del Kickers Würzburg.

## Palmarès

### Giocatore

#### Competizioni nazionali
- Coppa di Germania: 1

Werder Brema: 1998-1999